# Everon
Everon is een Duitse progressieve-rockband waarvan hun eerste album uitkwam in 1993. De leden van de band zijn:
- Christian Moos, (Moschus), drums, percussie
- Oliver Philipps, zang, gitaar, piano, keyboards
- Schymy, basgitaar
- Ulli Hoever, gitaar

Everon combineert een sterke elektronische synthesizer georiënteerde muziek met agressieve jankende gitaren. Ondanks dat er ook invloeden zijn van Europese klassieke muziek kan de muziek het best omschreven worden als een mix van progressieve rock en progressieve metal. 

## Biografie
De groep is geformeerd door Ralf Janssen (gitaar) in 1989 samen met Christian Moos (drums) en Schymy (basgitaar), die enkele jaren hebben met zijn drieën hebben samengespeeld. De band Everon werd pas compleet toen Oliver Philipps, de voormalige zanger van Jester's Palace, erbij kwam. Hun eerste album Paradoxes kwam uit in 1993 en was song-georiënteerde progressieve rock a la Marillion en Rush. Dit album is geproduceerd door EROC (ex-drummer van Grobschnitt), die ook Flood in 1995 produceerde, met iets steviger werk, gevarieerd met zachtere nummers met keyboards. Daarna ging hun platenlabel SI Music failliet, waarna Venus bij een ander label uitkwam in 1997. In 1998 verliet Janssen de band en werd hij opgevolgd door Ulli Hoever, waarna Fantasma in 2000 uitkwam, nog steviger dan de voorgaande albums (progmetal a la Savatage). Omdat alle bandleden naast hun Everon-werk ook een gewone baan hebben is de frequentie van nieuwe albums niet erg groot. Oliver Philipps speelt ook in Serenity, een Progressieve Metal groep uit Tirol (Oostenrijk).

## Genre
Everon is beïnvloed door Rush, Saga en Pallas. Het album North wordt tot de neoprog gerekend. De muziek leunt aan tegen de Progmetal waarbij een naam als Dream Theater vaak als referentie wordt genoemd.

## Discografie
- 1993 Paradoxes
- 1995 Flood
- 1997 Venus
- 2000 Fantasma
- 2002 Bridge
- 2002 Flesh
- 2008 North
- 2025 Shells